# Contea di Chengjiang
La contea di Chengjiang (澂江县S, Chéngjiāng XiànP) è una contea della Cina, situata nella provincia di Yunnan e amministrata dalla prefettura di Yuxi.